# Brian Prechtl
Brian Prechtl ist ein US-amerikanischer Schlagwerker und Komponist.

## Leben
Prechtl studierte an der University of Michigan (Bachelor 1984) und an der Temple University (Master 1986). Während des Studiums nahm er Vertretungen im Philadelphia Orchestra wahr. Ab 1992 war er jeden Sommer Perkussionist im Orchester des  Grand Teton Music Festival. Er war dann Erster Perkussionist im Colubus Symphony Orchestra und im Toledo  Symphony Orchestra und Mitglied des Fort Wayne Philharmonic Orchestra. Seit 2003 gehört er dem Baltimore Symphony Orchestra (BSO) an.
Seit 2009 betreut er als Mentor und Lehrer das OrchKids-Programm des BSO, mit dem mehrere hundert Kinder der Region erreicht werden. Die League of American Orchestras zeichnete ihn für dieses Engagement 2016 mit dem Ford Award for Excellence in Community Service aus. Als Komponist trat er vorrangig mit kammermusikalischen Werken – häufig unter Einbeziehung eines Sprechers – hervor. Er wurde mit Kompositionspreisen der Percussive Arts Society und der College Music Society ausgezeichnet.

## Werke
- Bucket Band Basics, a method for teaching bucket band with beginning repertoire, 2017
- Keep Up! für Bläserensemble, 2017
- To a Stranger für Flöte, Cello, Perkussion und Sprecher, 2016
- Grand is the Seen für drei Perkussionisten und Sprecher, 2014
- On the Beach at Night, Alone für Violine, Harfe, Bassklarinette, Perkussion und Sprecher, 2013
- I Sing the Body Electric für Violine/Viola, Flöte/Piccoloflöte, Klarinette/Bassklarinette, Klavier, Perkussion und Sprecher, 2012
- I Believe in You, my Soul für Solotrompete, sieben Perkussionisten, elektrischen Bass und Sprecher, 2011
- Lucky to be Born für Trompete, Perkussion und Sprecher, 2010
- A Child Said "What is the Grass?" für Violine, Cello, Klavier, Perkussion und Sprecher, 2009
- We Three für Violine und zwei Perkussionisten, 2008
- Oh no, Where's my Oboe?, eine erzieherische Präsentation für Violine, Oboe, Posaune, Bass und Perkussion, 2007
- Portrait of Peace für Horn, Perkussion, Klavier und Multimedia, 2007
- The Summer Day für Horn, Posaune und Perkussion, 2006
- Shake, Rattle and Roll eine erzieherische Präsentation für Perkussion solo, Tänzer und Kammerorchester, 2006
- Vows für Violine und Perkussion, 2005
- Carmen – a percussive fantasy für zehn Bläser und fünf Perkussionisten, 2004
- The River's Rapture für fünf Perkussionisten, 2003
- The World I am Passing Through für fünf Perkussionisten, 2002
- Rendezvous für dreizehn Bläser und Perkussion, 2001
- At the Earth's Round Imagin'd Corners für Posaune/Sprecher und Perkussion, 1999
- What is Good für vier Perkussionisten und Bass, 1998
- Passing Through the Waters für fünf Perkussionisten, 1997
- Two of a Kind für Kontrabass und Perkussion, 1996
- A Song of David für Horn und Perkussion, 1995
- Visions of Apocalypse für zwei Trompeten und Perkussion, 1995
- A Cord of Three Strands für drei Perkussionisten, 1994
- The Hungry Heart für Flöte, Violine, Viola, elektrisches Cello und Perkussion, 1993